# Formgedächtnislegierung
Formgedächtnislegierungen (Abkürzung FGL, englisch shape memory alloy, Abkürzung SMA) sind spezielle Metalle, die in zwei unterschiedlichen Kristallstrukturen existieren können. Sie werden oft auch als Memorymetalle bezeichnet. Dies rührt von dem Phänomen her, dass sie sich an eine frühere Formgebung trotz nachfolgender starker Verformung scheinbar „erinnern“ können.

## Einführung

Phasenumwandlung zwischen Hochtemperaturphase (Austenit) und Niedrigtemperaturphase (Martensit). Durch Erwärmen wird eine Verformung des Materials rückgängig gemacht.

Während die meisten Metalle immer dieselbe Kristallstruktur bis zu ihrem Schmelzpunkt besitzen, haben Formgedächtnislegierungen, abhängig von der Temperatur, zwei unterschiedliche Strukturen (Phasen). Die Formwandlung basiert damit auf der temperaturabhängigen Gitterumwandlung zu einer dieser beiden Kristallstrukturen (allotrope Umwandlung).
Es gibt in der Regel die Austenit genannte Hochtemperaturphase und den Martensit (Niedertemperaturphase). Beide können durch Temperaturänderung ineinander übergehen (Zweiwegeffekt).
Die Strukturumwandlung ist unabhängig von der Geschwindigkeit der Temperaturänderung. Zur Einleitung der Phasenumwandlung sind die Parameter Temperatur und mechanische Spannung gleichwertig; das heißt, die Umwandlung kann nicht nur thermisch, sondern auch durch eine mechanische Spannung herbeigeführt werden.
Ein bekannter Vertreter für diese allotrope Umwandlung ist unter anderem Eisen. Allerdings besitzt Eisen per se kein Formgedächtnis, es muss daher noch eine andere Bedingung erfüllt sein. Formgedächtnis-Legierungen brauchen in jedem Kristallsystem eine Reihe gleichberechtigter Schersysteme, die sich aus der Raumsymmetrie der Elementarzelle ergeben. Sind alle Scherungen bei einer Umwandlung gleich verteilt, ist keine äußere Formänderung zu erkennen. Werden aber beispielsweise durch äußere Kräfte nur einige Schersysteme bevorzugt, werden Formänderungen beobachtet.
Die erste Beobachtung des Effekts geht auf Schweißarbeiten an Blechen aus Nickel-Titan-Legierungen zurück, die in den USA im Jahr 1953 durchgeführt wurden.

## Nutzbare Effekte
Formgedächtnislegierungen können sehr große Kräfte ohne auffallende Ermüdung auf mehrere 100.000 Bewegungszyklen übertragen. Im Vergleich zu anderen Aktor-Werkstoffen haben Formgedächtnislegierungen mit Abstand das größte spezifische Arbeitsvermögen (Verhältnis von geleisteter Arbeit zu Werkstoffvolumen). Formgedächtnis-Elemente können mehrere Millionen Zyklen lang funktionieren. Bei steigender Zyklenzahl verschlechtern sich jedoch die Eigenschaften von Formgedächtniselementen, z. B. kann eine Restdehnung nach Umwandlung verbleiben.
Grundsätzlich können alle Formgedächtnislegierungen alle Formgedächtniseffekte ausführen. Der jeweilig gewünschte Effekt ist Aufgabe der Fertigungs- und Werkstofftechnik und muss durch Abstimmung von Einsatztemperaturen sowie Optimierung der Effektgrößen antrainiert werden.

### Einweg-(Memory-)Effekt
Der Einwegeffekt ist durch eine einmalige Formänderung beim Aufheizen einer zuvor im martensitischen Zustand pseudoplastisch verformten Probe gekennzeichnet. 
Er gestattet nur eine einmalige Formänderung. Das erneute Abkühlen bewirkt keine Formänderung, nur eine intrinsische Gitteränderung (Austenit zu verzwillingtem Martensit). Will man nun Formgedächtnislegierungen auch für die Aktorik, z. B. als Stellelement, nutzen, muss das Bauelement wieder in seine „Kaltform“ zurückkehren können. Dies ist z. B. mit einem Rückstell-Element in Form einer Feder möglich.

### Zweiweg-(Memory-)Effekt
Formgedächtnislegierungen können sich durch den Zweiweg-Effekt auch an zwei Formen – eine bei hoher und eine bei niedriger Temperatur – „erinnern“. Damit das Bauelement beim Abkühlen seine definierte Form wieder einnimmt, muss es durch thermomechanische Behandlungszyklen „trainiert“ werden. Dies bewirkt die Ausbildung von Spannungsfeldern im Material, die die Bildung von bestimmten Martensit-Varianten beim Abkühlen fördern. Somit stellt die trainierte Form für den kalten Zustand lediglich eine Vorzugsform des Martensit-Gefüges dar. Die Umwandlung der Form kann beim intrinsischen Zweiwegeffekt nur stattfinden, wenn keine äußeren Kräfte entgegenwirken. Daher ist das Bauelement beim Abkühlen nicht in der Lage, Arbeit zu verrichten.

### Pseudoelastisches Verhalten („Superelastizität“)
Bei Formgedächtnislegierungen kann zusätzlich zur gewöhnlichen elastischen Verformung eine durch äußere Krafteinwirkung verursachte reversible Formänderung beobachtet werden. Diese „elastische“ Verformung kann die Elastizität konventioneller Metalle bis zum zwanzigfachen übertreffen. Die Ursache dieses Verhaltens ist jedoch nicht die Bindungskraft der Atome, sondern eine Phasenumwandlung innerhalb des Werkstoffes. Der Werkstoff muss hierzu in der Hochtemperaturphase mit austenitischem Gefüge vorliegen. Unter äußeren Spannungen bildet sich der kubisch-flächenzentrierte Austenit in den tetragonal verzerrten (raumzentriertes bzw. kubisch-raumzentriertes, tetragonal verzerrtes Gitter) Martensit (spannungsinduziertes Martensit) um. Bei Entlastung wandelt sich der Martensit wieder in Austenit um. Da während der Umwandlung jedes Atom sein Nachbaratom beibehält, spricht man auch von einer diffusionslosen Phasenumwandlung. Deswegen wird die Eigenschaft als pseudoelastisches Verhalten bezeichnet. Das Material kehrt beim Entlasten durch seine innere Spannung wieder in seine Ursprungsform zurück. Dafür sind keine Temperaturänderungen erforderlich.
Anwendung findet dieser Effekt unter anderem auch im Bereich der Medizintechnik.

## Magnetische Formgedächtnislegierungen
Neben den vorstehend beschriebenen thermisch angeregten Legierungen existieren auch magnetische Formgedächtnislegierungen (engl. magnetic shape memory alloy, MSMA), die eine magnetisch angeregte Formänderung zeigen. Dabei verschieben sich durch das Anlegen eines äußeren magnetischen Feldes die Zwillingsgrenzen und es findet eine Form- und Längenänderung statt.
Die erzielbare Längenänderung solcher Legierungen liegt momentan im Bereich bis 10 % bei verhältnismäßig (im Gegensatz zu magnetostriktiven Materialien) kleinen übertragbaren Kräften.

## Werkstoffe
Die als Formgedächtnislegierungen hauptsächlich verwendeten Werkstoffe, die man auch Kryowerkstoffe nennt, sind NiTi (Nickel-Titan, Nitinol) und mit noch besseren Eigenschaften NiTiCu (Nickel-Titan-Kupfer). Beide werden am ehesten als Aktor-Werkstoffe angewendet. Von einer exakten Stöchiometrie (Mengenverhältnis) sind die Umwandlungstemperaturen abhängig. Bei unter 50 Atomprozent Nickelgehalt beträgt sie etwa 100 °C. Variiert man den Nickelgehalt der Legierung, ist es möglich, als Austenit oder Martensit bei Raumtemperatur pseudoelastisches oder pseudoplastisches Verhalten zu erzeugen.
Breite Anwendung findet mittlerweile der Werkstoff FeMnSi (Eisen-Mangan-Silizium) in der Bauindustrie, wo er zur Vorspannung und Nachverstärkung von Betonbauten eingesetzt wird. Die Umwandlungstemperaturen der preisgünstigen Materialien auf Stahlbasis finden sich zwischen 100 und 300 °C. Nebst der hohen Rückwandlungsspannung wird auch der Effekt der Superelastizität sowie die Faserherstellung aus dem Memorystahl erforscht.
Weitere kupferbasierte Werkstoffe stellen CuZn (Kupfer-Zink), CuZnAl (Kupfer-Zink-Aluminium) und CuAlNi (Kupfer-Aluminium-Nickel) dar. Sie sind zwar preisgünstiger, besitzen aber sowohl höhere Umwandlungstemperaturen als auch ein schlechteres Formgedächtnis. Man verwendet sie insbesondere in der Medizintechnik. Seltener in Verwendung sind FeNiAl (Eisen-Nickel-Aluminium) und ZnAuCu (Zink-Gold-Kupfer).

## Anwendungsbeispiele
- Nutzung als Motor bzw. in Generatoren (siehe z. B. Nitinol-Motor)
- In der Automobil-Industrie findet sich der Formgedächtnis-Aktor als erste Anwendung in großen Stückzahlen (> 5 Mio. Aktoren / Jahr) für pneumatische Ventile
- Als neueste Anwendung finden sich Telefon-Kamera-Verstellungen im Markt, wie Autofokus und kurz vor der Markteinführung die optische Bildstabilisierung.[4]
- Die hohe Stellkraft wird in Hydraulikpumpen ausgenutzt.
- Verschiedene Anwendungen als medizinische Implantate wurden entwickelt, so zum Beispiel für Stents (kleine Strukturen zur Stabilisierung von Arterien). An der RWTH Aachen wurde eine miniaturisierte Blutpumpe vorgestellt, die in komprimierter Form mittels eines Katheters in ein Blutgefäß nahe dem Herzen eingeführt wird und sich im Kontakt mit dem körperwarmen Blut in die als Pumpe wirksame Form entfaltet.
- Nutzung in der Bauindustrie als Vorspann- und Verstärkungssystem Beton- (Spannbeton), Stahl- und Holzbauten
- Anwendungen im Bereich der Bioanalytik, z. B. Lab-on-a-Chip-Systeme.
- Flächige dünne Biegeaktoren auf Basis von Formgedächtnislegierungsdrähten[5]
- Zum Schalten von Mikroventilen[6]
- In der Weltraumtechnik werden Formgedächtnismaterialien oft zum Entfalten der Solarmodule und ähnlicher Aktivitäten verwendet, dabei wird hauptsächlich der Einwegeffekt benutzt.
- Nutzung der hohen Rückstellkräfte als Einsatz in Wärmekraftmaschinen[7]
- Als Stellglieder, wie Federn oder mäanderförmige Folienaktoren
- Adaptive Änderung von Tragflächen und Winglets an Flugzeugen
- Nutzung von Nitinol in der Endodontie zur Wurzelkanalbehandlung stark gekrümmter Wurzelkanäle, in denen eine Exstirpationsnadel aus Edelstahl brechen würde.
- Einsatz als Draht in festsitzenden Zahnspangen („Brackets“)[8]
- In Stäben von flexiblen Brillengestellen

## Ähnliche Materialien
- Formgedächtnispolymer – Kunststoffe mit Memory-Eigenschaften
- Formgedächtniskeramik – keramische Stoffe (Oxide) mit Memory-Eigenschaften
- Formgedächtnismaterial – der Oberbegriff für Formgedächtnislegierungen, -polymere und -keramiken